# 劳里·史密斯
劳里·史密斯（英語：Lawrie Smith，1956年2月19日—），英国男子帆船运动员。他曾代表英国参加1988年和1992年夏季奥林匹克运动会帆船比赛，其中1992年奥运会获得一枚铜牌。